# Обменово
Обме́ново — деревня Варгашинского района Курганской области. Входит в состав Варгашинского поссовета.

## География
Деревня расположена на восточном берегу озера Обменово и северо-западнее болота Рям, в 37 км. к северу от пгт Варгаши.

### Часовой пояс
Обменово, как и вся Курганская область, находится в часовой зоне МСК+2. Смещение применяемого времени относительно UTC составляет +5:00.

## Историческая справка
Деревня Обменово основана в 1756 (по другим данным в 1759) году. Основателями считаются Андрей Кирилов сын Высоких (1676—1762) и его сын Софон (1730—1764), ранее проживавшие в деревне Окатьевой (Акатьево) Белозерской слободы.
По указу Ялуторовской канцелярии в 1770 году к деревне Обменовой приписаны крестьяне Белозерской, Иковской и Курганской слобод. Деревня относилось к Марайской слободе, а с установлением уездного и волостного деления вошла в состав Марайской волости Курганского уезда Тобольской губернии.
В июне 1918 года установлена белогвардейская власть.
24 августа 1919 года красный 43-й полк под командованием В.И. Чуйкова, занял без боя дд. Малопесьяное и Лихачи. На следующий день, так и не встретив противника, полк Чуйкова занял д. Старопесьяное. К вечеру 26 августа 1919 года красный 262-й Красноуфимский полк занял с. Заложное. В эти дни была установлена Советская власть и в д. Обменово.
1 сентября 1919 года началась последняя крупная наступательная операция Русской Армии адмирала А. В. Колчака. 27 сентября 1919 года красный 239-й Курский полк, занимавший позиции в 3 километрах западнее д. Бол. Моховое, снялся с позиции и теснимый показавшимися цепями белой пехоты 31-го Стерлитамакского полка, отошел на д. Рямово, где занял позицию в километре западнее нее. Белые остановились в д. Рямово. Красный 240-й Тверской полк, в котором оставалось всего 140 штыков, половина из которых, были больны, стоял с утра в д. Старопесьяное, а затем, вместе с 239-м полком отступил в д. Травное. Комполка Пышкалло заболел и передал командование полком Сыченко. Опустевшую д. Старопесьяное занял белый 29-й Бирский полк, подошедший туда из д. Бол. Моховое. Красный 237-й Минский полк выступил из с. Носково и занял д. Обменово, где сразу же попал под удар, наступавшего на деревню белого 16-го Татарского полка. Одновременно, со стороны д. Бол. Моховое, красных стал обходить Челябинский конно-партизанский отряд Сорочинского. Не принимая боя, красноармейцы отошли обратно в д. Носково. 28 сентября 1919 года в д. Обменово стоял белый 31-й Стерлитамакский полк и штаб 4-й Уфимской дивизии. 29 сентября 1919 года командарм 5-й армии М.Н. Тухачевский принял решение отступать за реку Тобол.
В ночь на 14 октября 1919 года, красные перешли в наступление по всему фронту. 20 октября 1919 года красный 236-й Оршанский полк, на рассвете начал наступать на д. Травное. Две атаки красных со стороны д. Носково, оборонявшиеся здесь белые части 4-й Уфимской дивизии отбили. Тогда, глубоко обойдя белых южнее д. Травное, красноармейцы принудили их отойти из деревни. Затем, тесня белых, все время с беспрерывным боем, 236-й Оршанский полк стал двигаться на д. Обменово, разбивая по пути арьергарды белых. 22 октября, на участке 1-й бригады Г.Д. Хаханьяна, с утра, 236-й Оршанский полк с ожесточенным боем выбил белую 4-ю Уфимскую дивизию из д. Обменово с укрепленной позиции. При этом когда красные цепи атаковали деревню, командир отделения 6-й роты 236-го полка Кузовков Василий Н., выбежал вперед своей цепи и меткой стрельбой ранил белого пулеметчика. Кузовков меткой стрельбой отогнал от пулемета других белых солдат, чем позволил захватить пулемет, не дав его унести. Белые несколько раз пытались перейти в контратаку, но находившаяся прямо в цепи красная 3-я Крестьянская батарея, несмотря на открытый по ней пулеметный огонь, расстреливала картечью в упор белых стрелков, отбивая их каждый раз. Было захвачено 2 пленных из 15-го Михайловского полка и взят 1 пулемет. К вечеру, красный 236-й Оршанский полк после упорного боя выбил белые 14-й Уфимский и 16-й Татарский (150-250 штыков, 10 пулеметов) полки с позиции в 2-3 километрах западнее д. Рямово. Затем, красноармейцы при поддержке огня 3-й Крестьянской батареи оттеснили белую пехоту на опушку леса восточнее д. Рямово, заняли деревню и выдвинули свой авангард в сторону д. Одино.
В 1919 году образован Обменовский сельсовет; 14 июня 1954 года упразднён, объединён со Старопесьяновским сельсоветом в Рямовский сельсовет. 18 мая 1964 года Рямовский сельсовет упразднён, вошёл в Лихачевский сельсовет.
В годы Великой Отечественной войны на фронт ушло 47 человек, вернулось 17 человек.
В годы Советской власти жители деревни работали в Чапаевском мясо-молочном совхозе.
Законом Курганской области от 18 января 2019 года N 2, Барашковский, Варгашинский, Лихачевский, Пичугинский, Поповский и Сычевский сельсоветы были упразднены, а их территории с 1 февраля 2019 года включены в состав Варгашинского поссовета.

## Церковь
С 1763 до 1868 года деревня относилась к приходу церкви Богоявления Господня слободы Марайской.
С 1868 до 1938 года деревня относилась к приходу церкви Святого Архистратига Божия Михаила села Заложинского.

### Часовня
По указу Тобольской духовной консистории от 13 августа 1887 года в д. Обменовой была выстроена деревянная часовня во имя Святого Великомученика Целителя Пантелеимона. С 1893 года Службы в ней отправлялись приходским причтом ежегодно 27 июля и в Великий пост для говеющих жителей деревни.
В 1901 г. жители д. Обменовой ходатайствовали об устройстве часовни-школы путём пристройки классной комнаты к имеющейся старой часовне.
В июне 1902 года постройка разрешена на средства местных жителей по проекту архитектора Юшкова. Проектом предполагалось расширить старую часовню прирубом помещения школы с комнатой для учителя, сторожкой, раздевалкой и двумя сенями, отделив часовню от школы аркой с подвижной створчатой переборкой. К 1905 году был приготовлен сруб, но прихожане решили, что место, где стоит часовня, по размерам и положению недостаточно для пристройки к ней школы. Они пожелали часовню оставить без изменений, а школу выстроить отдельно по тому же плану, только с пристройкой алтаря и устройством иконостаса, надеясь освятить это здание как церковь. Для возведения здания было решено использовать приготовленный сруб и старую часовню, из которой предположено было устроить учительскую, сторожку и ход на колокольню, а саму колокольню над учительской комнатой надстроить из нового материала.
В апреле 1905 года постройка церкви-школы в д. Обменовой была разрешена Епархиальным начальством с тем, чтобы эта церковь была приписной к приходскому Заложинскому храму.
По указу Тобольской духовной консистории от 6 сентября 1905 года, часовня была разобрана и её материалы и иконостас употреблены на строительство церкви-школы.

### Церковь-школа
В 1906 году в центре деревни, на месте бывшей часовни, началось сооружение церкви-школы во имя Святого Великомученика Пантелеимона.
К июлю 1907 года подрядчиком Михаилом Нестеровым здание было в основном достроено, крыша покрыта железом и окрашена, установлены кресты и железные оконные решетки. Каменного фундамента под постройкой устроено не было, но предполагалось подвести под него каменные столбы. В том же году был установлен прежний подновленный иконостас, заведена церковная утварь и богослужебные книги.
В начале 1908 года на собранные пожертвования с колокольно-литейного завода Усачевых в городе Валдае были выписаны пять новых колоколов общим весом 35 пудов.
19 апреля 1908 года причтом Михайло-Архангельской церкви с. Заложинского было совершено малое освящение церкви-школы во имя Святого Великомученика Целителя Пантелеимона в д. Обменовой. С этого времени в храме было разрешено проводить все богослужения, кроме литургии. Службы в нем совершались Заложинским причтом в дни Великого поста и в день престольного праздника.
Обменовская церковь-школа сгорела в пожаре 29 ноября 1916 г., во время которого прихожанами была спасена часть здания и церковное имущество.
К началу 1920-х гг. уцелевшая часть храма была занята под школу, а в 1926 году Курганский окрисполком дал согласие на предоставление его остатков Обменовскому сельсовету для сооружения нового школьного здания и продажу с торгов оставшегося от пожара имущества, с тем, чтобы вырученные средства употребить на строительство.

## Сельсовет
- Обменовский сельсовет образован в 1919 году в Марайской волости Курганского уезда.
- Постановлениями ВЦИК от 3 и 12 ноября 1923 года в составе Курганского округа Уральской области РСФСР образован Марайский район, в состав которого вошёл Обменовский сельсовет.
- 26 ноября 1925 года из Обменовского сельсовета выделен Рямовский сельсовет.
- В 1926—1927 гг. Рямовский сельсовет упразднён, территория включена в состав Обменовского сельсовета.
- Постановлениями ВЦИК от 1 января 1932 года Марайский район упразднён, Обменовский сельсовет передан в Мокроусовский район.
- Постановлением ВЦИК от 17 января 1934 года Мокроусовский район вошёл в состав вновь образованной Челябинской области.
- Постановлениями ВЦИК от 18 января 1935 года образован Варгашинский район, в состав которого включён Обменовский сельсовет.
- Указом Президиума Верховного Совета СССР от 6 февраля 1943 года Варгашинский район включён в состав вновь образованной Курганской области.
- Указом Президиума Верховного Совета РСФСР от 14 июня 1954 года упразднены Обменовский и Старопесьяновский сельсоветы, территория включена в состав вновь образованного Рямовского сельсовета.
- Решением Курганского облисполкома от 18 мая 1964 года упразднён Рямовский сельсовет, территория включена в состав Лихачевского сельсовета.

### Население сельсовета
- По данным переписи 1926 года в Обменовском сельсовете проживало 930 чел., в т.ч. 
  - д. Обменова 436 чел., в т.ч. русских 436 чел.
  - в д. Рямова (Забегалова) 494 чел., в т.ч. русских 494 чел.

## Население
| 1763 | 1782 | 1795 | 1816 | 1850 | 1858 | 1868 |
| ---- | ---- | ---- | ---- | ---- | ---- | ---- |
| 126  | ↗234 | ↘164 | ↗201 | ↗312 | ↘275 | ↗295 |
| 1893 | 1912 | 1926 | 1989 | 2002 | 2010 |      |
| ↘290 | ↗300 | ↗436 | ↘4   | ↗5   | →5   |      |

Резкое снижение населения между IV (1782) и V (1795) ревизиями объясняется оттоком населения соседние деревни. Во вновь образованных деревнях Рямово и Пещаное (Песьяное) значительная часть жителей переехала из Обменово. Снижение населения между XI (1850) и X (1858) ревизиями также объясняется оттоком населения соседние деревни.
Национальный состав
- По переписи населения 2002 года проживало 5 человек, все русские.
- По данным переписи 1926 года проживало 436 человек, все русские.

### Первопоселенцы
Сказка о государственных черносошных крестьянах, раскольниках и разночинцах Ялуторовского дистрикта. РГАДА дело 350-2-4196 (Ревизская сказка Марайской слободы, 1762 год). Указан регион, откуда переселились (в состав слобод входили деревни, административно подчинённые слободе). Список глав семей:
- Андрей Кирилов сын Высоких, из Белозерской слободы
- Степан Андреев сын Высоких, из Белозерской слободы
- Сидор Никитин сын Нецветов, из Белозерской слободы
- Никита Иванов сын Нецветов, из Белозерской слободы
- Алексей Антонов сын Пятников, из Белозерской слободы
- Павел Петров сын Нецветов, из Белозерской слободы
- Василий Лукин сын Кочергин
- Михаил Иванов сын Подкорытов
- Герасим Андреев сын Толстых
- Иван Савельев сын Терпугов
- Борис Игнатьев сын Черноков
- Леонтий Тихонов сын Трифанов, из Белозерской слободы
- Ермолай Васильев сын Чюгунной, из Иковской слободы
- Дмитрий Абросимов сын Меншиков, из Белозерской слободы